# Дорчестер (Висконсин)
Дорчестер (енгл. Dorchester) град је у америчкој савезној држави Висконсин.

## Демографија
По попису из 2010. године број становника је 876, што је 49 (5,9%) становника више него 2000. године.
| Група             | 2000.       | 2010.       |
| Белци             | 800 (96,7%) | 754 (86,1%) |
| Афроамериканци    | 0 (0,0%)    | 5 (0,6%)    |
| Азијати           | 0 (0,0%)    | 1 (0,1%)    |
| Хиспаноамериканци | 19 (2,3%)   | 112 (12,8%) |
| Укупно            | 827         | 876         |